# Waldemar Bałda
Waldemar Bałda (ur. 1962 w Rzeszowie) – polski dziennikarz, reportażysta, publicysta, prozaik.

## Życiorys
W dzieciństwie mieszkał w Sanoku, absolwent I Liceum Ogólnokształcącego im. Komisji Edukacji Narodowej w Sanoku z 1981 r., w tym roku maturzystą w szkole był także Wojciech Blecharczyk. W 1982 przeniósł się do Krakowa. Bałda debiutował w 1984 roku w drugoobiegowym Sygnale powielanym przez „Solidarność”. Działał w harcerstwie, został kierownikiem sekcji dziennikarskiej sanockiego hufca Związku Harcerstwa Polskiego, od 1989 działającego  w Domu Harcerza w Sanoku. W 1991 związał się zawodowo z „Gazetą Wyborczą”. Na przełomie 1993/1994 pod pseudonimem  Hauswedell publikował w piśmie „Echo Sanoka”. Od 1 lutego 2008 był pełnomocnikiem burmistrza Sanoka do spraw informacji. Autor prac monograficznych o Sanoku. Publikował m.in. w „Gazecie Wyborczej”, „Przekroju”, Dzienniku Polskim, „Tempie”, ukraińskim Naszem Słowie i Kresowiaku Galicyjskim. Od 2009 „freelancer”.
W swoich utworach pisze o podkarpackiej prowincji między Śląskiem a Ukrainą. Zajmuje się m.in. tematyką mniejszości ukraińskiej i stosunków ukraińsko-polskich. Jego teksty traktują o tym co minęło, m.in. biogramy Tyrsusa Wenhrynowicza (syna Stepana) czy Włodzimierza Kulczyckiego. W 2012 wydał monografię dotyczącą Posady, dzielnicy miasta Sanoka.
Mieszka w Krakowie.

## Publikacje
- Spacerownik po Tarnowie[5]
- Czytanie Sanoka Ryszarda i Zygmunta Naterów[potrzebny przypis]
- Miniatury bez morału (Rzeszów, 2008)
- Sanok (Lesko, 2008; autorzy: Ryszard Nater, Zygmunt Nater)
- Barwy festiwalu (2011)
- Równy wiek. 100 lat Ochotniczej Straży Pożarnej w Sanoku Olchowcach (Sanok, 2012)
- Sowa i bocian. Opowieść o Posadzie Olchowskiej – III dzielnicy Miasta Sanoka (Kraków, 2012, ISBN 978-83-935385-7-7)
- Byli jak żywe pochodnie... W 70. rocznicę tragedii w dawnej fabryce gumy w Sanoku (Sanok, 2014, ISBN 978-83-934-513-8-8)
- Franciszek Ksawery Prek. Świadek epoki (Rzeszów, 2014)
- Henryk Cipora. Artysta z Krzywego (Dydnia, Rzeszów, 2015)
- Józef Mehoffer. Artysta wszechstronny (Rzeszów, 2015)
- W Hucinie zawsze Pogoda (Rzeszów, 2015, ISBN 978-83-63526-76-4)[6]
- Naprawdę (Rzeszów, 2019)
- Serce Bieszczadów. Opowieść o Ustrzykach Górnych (Łódź, 2019)
- Sekrety Bieszczadów. Cz. 1 (Łódź, 2021)
- Przez Bieszczady. Opowieści z końca świata (Łódź, 2021)
- Siedlanka. Wieś, która ma swoją opowieść (Rzeszów, 2022, ISBN 978-83-66699-68-7)[7]